# Buková u Příbramě
Buková u Příbramě è un comune della Repubblica Ceca facente parte del distretto di Příbram, in Boemia Centrale.